# Cercospora prunina
Cercospora prunina är en svampart som beskrevs av J.M. Yen 1978. Cercospora prunina ingår i släktet Cercospora och familjen Mycosphaerellaceae.   Inga underarter finns listade i Catalogue of Life.